# جيم ليدل
جيم ليدل (بالصينية: 占·李度) هو مدرب كرة قدم ولاعب كرة قدم صيني في مركز حراسة المرمى، ولد في 21 أغسطس 1953. لعب مع نادي غرينوك مورتون.